# Manuel Anguita
Pour les articles homonymes, voir Anguita (homonymie).
Manuel « Manu » Anguita Bayo, né le 20 avril 1991 à Grenade, est un coureur de fond espagnol spécialisé en skyrunning. Il a remporté la médaille d'argent de l'Ultra SkyMarathon aux championnats du monde de skyrunning 2020 et la médaille de bronze de l'Ultra SkyMarathon aux championnats d'Europe de skyrunning 2021.

## Biographie
Manuel se met à la course à pied durant ses études avec un groupe d'amis. Il s'essaie d'abord à la course sur route puis à la course en montagne. Après un an à pratiquer la course comme loisir, il s'essaie à son premier ultra-trail, la Gran Vuelta Valle del Genal de 132 kilomètres qui fait office de championnats d'Andalousie d'ultra-trail. À sa propre surprise, il se retrouve en tête de la course qu'il remporte en 14 h 58 min 8 s, établissant un nouveau record du parcours et remportant le titre. Ce résultat est une révélation pour lui et il décide de s'investir en compétition et s'oriente sur les épreuves plus techniques d'Ultra SkyMarathon.
En 2016, il parvient à être sélectionné pour l'épreuve d'Ultra SkyMarathon aux Championnats du monde de skyrunning à La Vall de Boí. Il effectue une excellente course en courant dans le groupe de tête. Bien placé pour viser la médaille de bronze, il casse cependant un bâton au kilomètre 80 et se fait doubler par Javier Dominguez-Ledo. Il échoue finalemenet au pied du podium,. Le 25 septembre, il se rend en Chine, à Jiuquan pour participer au super-marathon de Gobi de 100 kilomètres. Sur un parcours classé comme trail mais plat, il parvient à devancer plusieurs favoris comme le Japonais Yoshihiko Ishikawa et l'Italien Giorgio Calcaterra pour s'imposer en 8 h 16 min 23 s.
Le 14 septembre 2018, il prend à nouveau part à l'Ultra SkyMarathon aux championnats du monde de skyrunning à Kinlochleven. Sur le parcours raccourci à 47 kilomètres, il profite de la lutte entre André Jonsson et Luis Alberto Hernando pour terminer en trombe mais échoue à nouveau au pied du podium, pour vingt secondes.
Le 17 mars 2019, il livre un duel serré avec le Portugais André Rodrigues sur la Carrera Alto Sil mais parvient à faire la différence dans le dernier kilomètre pour s'imposer avec moins d'une minute d'avance. Le 3 août, il effectue une solide course sur la Hamperokken SkyRace et, n'ayant pas d'autre choix que de laisser filer le favori Jonathan Albon, s'assure de la deuxième place pour remporter son premier podium en Skyrunner World Series. Le 1er septembre 2019, il prend le départ du Maga Ultra SkyMarathon, comptant comme épreuve d'Ultra SkyMarathon des championnats d'Europe de skyrunning. Il effectue une solide course et termine à nouveau quatrième.
Le 10 juillet 2021, il s'élance sur le Buff Epic 65K, épreuve d'Ultra SkyMarathon des championnats du monde de skyrunning. Prenant un départ prudent, il hausse le rythme en seconde partie de course pour doubler ses adversaires. Il remonte le peloton et rattrape le leader Marc Casal Mir. Ce dernier ne se laisse pas impressionner et conserve la tête. Manuel franchit la ligne d'arrivée deux minutes après le champion et remporte sa première médaille internationale. Le 21 novembre, il participe aux championnats d'Europe de skyrunning, à nouveau sur l'épreuve d'Ultra SkyMarathon. Voyant son compatriote Manuel Merillas et le Norvégien Anders Kjærevik lutter en tête pour la victoire, Manuel s'installe solidement derrière eux et s'assure de la troisième marche du podium, décrochant sa deuxième médaille internationale.

## Palmarès

### Skyrunning
| no  | masculin           | Course                                                  | Longueur | Départ             | Temps            |
| --- | ------------------ | ------------------------------------------------------- | -------- | ------------------ | ---------------- |
| 4e  | 4e                 | Championnats du monde de skyrunning - Ultra SkyMarathon | 105 km   | 9 juillet 2016     | 12 h 22 min 34 s |
| 4e  | 4e                 | Championnats du monde de skyrunning - Ultra SkyMarathon | 47 km    | 14 septembre 2018  | 4 h 1 min 41 s   |
| 1re | Médaille d'or      | Carrera Alto Sil                                        | 32 km    | 17 mars 2019       | 2 h 50 min 27 s  |
| 2e  | Médaille d'argent  | Hamperokken SkyRace                                     | 57 km    | 3 août 2019        | 7 h 3 min 31 s   |
| 4e  | 4e                 | Championnats d'Europe de skyrunning - Ultra SkyMarathon | 53 km    | 1er septembre 2019 | 7 h 6 min 28 s   |
| 2e  | Médaille d'argent  | Championnats du monde de skyrunning - Ultra SkyMarathon | 68 km    | 10 juillet 2021    | 8 h 12 min 56 s  |
| 3e  | Médaille de bronze | Championnats d'Europe de skyrunning - Ultra SkyMarathon | 65 km    | 19 novembre 2021   | 8 h 43 min 51 s  |
| 3e  | Médaille de bronze | Carrera Alto Sil                                        | 33 km    | 20 mars 2022       | 2 h 56 min 21 s  |
| 3e  | Médaille de bronze | Louzanskyrace                                           | 25 km    | 8 octobre 2023     | 3 h 9 min 46 s   |
| 3e  | Médaille de bronze | Transvulcania                                           | 73 km    | 10 mai 2025        | 7 h 19 min 18 s  |

### Ultra-trail
| no  | masculin          | Course                   | Longueur | Départ            | Temps            |
| --- | ----------------- | ------------------------ | -------- | ----------------- | ---------------- |
| 1re | Médaille d'or     | Ultra Gobi               | 100 km   | 25 septembre 2016 | 8 h 16 min 23 s  |
| 1re | Médaille d'or     | Tenerife Bluetrail       | 110 km   | 7 juin 2024       | 12 h 54 min 22 s |
| 2e  | Médaille d'argent | Val d'Aran by UTMB - CDH | 110 km   | 4 juillet 2025    | 10 h 57 min 16 s |

## Records
| Épreuve        | Performance     | Date              | Lieu     |
| -------------- | --------------- | ----------------- | -------- |
| 50 kilomètres  | 3 h 14 min 5 s  | 26 octobre 2018   | Xianning |
| 100 kilomètres | 7 h 40 min 24 s | 30 septembre 2017 | Yuxi     |